# مدال طلا (فیلم ۱۹۶۹)
مدال طلا (به هندی: Pyar Hi Pyar) فیلمی محصول سال ۱۹۶۹ و به کارگردانی راویکانت ناگایچ است. در این فیلم بازیگرانی همچون جیتندرا، شاتورگان سینها، درمندرا، راکهی گولزار، کی.ان. سینگ، بیندو ایفای نقش کرده‌اند.